# Општина Томшани (Валча)
Томшани (рум. Tomşani) општина је у Румунији у округу Валча.
Oпштина се налази на надморској висини од 385 m.